# Hugo Hiriart
Hugo Hiriart Urdanivia (Ciudad de México, 28 de abril de 1942), conocido como Hugo Hiriart, es un escritor, articulista, dramaturgo y académico mexicano.

## Semblanza biográfica
Realizó sus estudios en la Facultad de Filosofía y Letras de la Universidad Nacional Autónoma de México (UNAM) y en la Escuela Nacional de Pintura, Escultura y Grabado "La Esmeralda". Ha colaborado como articulista para diversos periódicos y revistas, entre ellos Excélsior, Letras Libres, Nexos, Unomásuno, Vuelta y La Jornada Semanal. Su producción literaria incluye la novela y el ensayo, y ha escrito más de una docena de obras para teatro. Fue director y productor del Teatro Santa Catarina.
Es miembro del Sistema Nacional de Creadores de Arte del Fondo Nacional para la Cultura y las Artes (Fonca). Fue director del Instituto Cultural Mexicano de Nueva York y agregado cultural en la embajada de la misma sede. Es profesor e investigador de la Universidad Autónoma de la Ciudad de México. Fue elegido miembro de la Academia Mexicana de la Lengua el 25 de octubre de 2012, para ocupar la silla XVIII.

## Obra como dramaturgo
- La ginecomaquia (escrita en 1972)
- Casandra (escrita en 1978)
- Minotastás y su familia (presentada en Costa Rica y Alemania Federal en 1981)
- Hécuba, la perra (estrenada en 1982)
- El tablero de las pasiones de juguete. Mecano dramático para actores, títeres y juguetes (estrenada en Foro Sor Juana Inés de la Cruz del Centro Cultural Universitario de la UNAM, el 4 de abril de 1983)
- Intimidad (estrenada en 1984)
- Pinocho y la luna (1984)
- Las tandas del tinglado (1985)
- Ámbar (estrenada en el Foro Sor Juana Inés de la Cruz del Centro Cultural Universitario de la UNAM, el 30 de mayo de 1986)
- Simulacros (1986)
- Camille o la historia de la escultura e Rodin a nuestros días (estrenada en 1987)
- Las palabras de la tribu (estrenada en 1988)
- La noche del naufragio (1989)
- La repugnante historia de Clotario Demoniax (1991) (estrenada en el Teatro Santa Catarina de la UNAM el 24 de noviembre de 1993)
- La representación o los peligros del juego (1993)
- Descripción de un animal dormido (estrenada en 1994)
- La caja (1996) (estrenada en el Teatro Casa de la Paz de la UAM el 26 de septiembre de 1996)
- El caso de Caligari y el ostión chino (1999) (estrenada en el Teatro Casa de la Paz de la UAM el 12 de mayo de 2000)

## Obras publicadas

### Ensayo
- Disertación sobre las telarañas (1980)
- Estética de la obsolescencia. El universo de Posada (1982)
- Vivir y beber (1987)
- Sobre la naturaleza de los sueños (1995)
- Los dientes eran el piano: un estudio sobre arte e imaginación (1999)
- Discutibles fantasmas (2001)
- Cómo leer y escribir poesía. Primeros pasos (2003)
- El arte de perdurar (2010)
- El juego del arte. Una introducción a la estética (2015)
- Lo diferente. Iniciación en la mística (2021)

### Para niños
- El último dodo (1983) (Editorial Novaro, 47 páginas. Ilustrado por Mary Stuart)
- El vuelo de Apolodoro (1984) (CIDCLI. Escrito e ilustrado por Hugo Hiriart)
- El nombre del juego es José Guadalupe Posada (2005) (FCE. Ilustrado por Joel Rendón)

### Novelas
- Galaor (1972)
- Cuadernos de Gofa (1981)
- La destrucción de todas las cosas (1992)
- El agua grande (2002)
- El actor se prepara (2004)
- El águila y el gusano (2014)
- Capitán Nemo. Una introducción a la política (2014)

### Teatro
- Tres indagaciones teatrales: La ginecomaquia, Simulacros, Intimidad (J. Boldó i Climent, 1987)
- Ámbar (Cal y Arena, 1990)
- Minotastasio y su familia; Camille y Casandra (El Milagro y Conaculta, 1999)
- La ginecomaquia (El Milagro y Conaculta, 2002)
- La repugnante historia de Clotario Demoniax y otras piezas y ensayos para teatro (Tusquets Editores, 2005) (Incluye: tres ensayos sobre teatro y también: "El tablero de las pasiones de juguete", "La repugnante historia de Clotario Demoniax", "La caja" y "El caso de Caligari y el Ostión Chino")
- La torre del caimán y Rosete se pronuncia (Almadía, 2008)

### Otros géneros
- Circo callejero (ERA, Conaculta e INAH, 2000)
- Learning spanish, writring poetry (Fondo de Cultura Económica, 2005)

## Guiones y adaptaciones
- Niebla (1979), de Diego López Rivera (coguionista con Diego López Rivera)
- Intimidad (1991), de Dana Rotberg (1991) (basada en la obra de teatro del mismo nombre)
- Novia que te vea (1994), de Guita Schyfter (basada en la novela de Rosa Nissan; coguionista con Guita Schyfter)
- Ámbar (1994), de Luis Estrada Rodríguez (basada en la obra de teatro del mismo nombre; coguionista con Luis Estrada Rodríguez y Jaime Sampietro)
- Sucesos distantes (1996), de Guita Schyfter (1996) (coguionista con Guita Schyfter y Alejandro Lubezki)
- Las caras de la luna (2002), de Guita Schyfter (guionista)
- Huérfanos (2013), de Guita Schyfter (coguionista con Guita Schifter y Fausto Zerón-Medina)

## Guiones publicados
- Sucesos distantes (El Milagro e Imcine, 1996) (guion de la película del mismo nombre escrito por Hugo Hiriart, Guita Schyfter y Alejandro Lubezki)

## Premios y distinciones
- Premio Xavier Villaurrutia en 1972, por su novela Galaor.
- Becario por la Fundación Solomon R. Guggenheim en 1984.
- Premio Woodrow Wilson Internacional Center for Scholars por el Centro Internacional para Académicos Woodrow Wilson en 1988.[5]
- Premio Ariel al mejor mediometraje, otorgado por la Academia Mexicana de Artes y Ciencias Cinematográficas por Xochimilco, historia de un paisaje en 1990.[6]
- Premio Juan Ruiz de Alarcón en 1999.
- Premio Nacional de Ciencias y Artes en el área de LingüÍstica y Literatura por la Secretaría de Educación Pública en 2009.
- Premio Mazatlán de Literatura por El arte de perdurar en 2011.[7]
- Premio Letras de Sinaloa 2015.[8]

## Vida personal
Su esposa es la cineasta Guita Schyfter.